# Wiaczesław Krotow
Wiaczesław Aleksandrowicz Krotow (ur. 14 lutego 1993 w Astrachaniu) – rosyjski piłkarz, napastnik. Od 2015 roku zawodnik FK Ufa.